# Appa Ali Apsa
Appa Ali Apsa è un personaggio immaginario della DC Comics. Comparve per la prima volta in Green Lantern vol. 2 n. 76 e fu creato da Dennis O'Neil e Neil Adams.

## Biografia del personaggio
Appa Ali Apsa, alias "L'Antico Contaminuti" e/o "Il Guardiano Matto", è uno degli immortali Guardiani dell'Universo, creatori dei protettori della legge conosciuti come il Corpo delle Lanterne Verdi. Dopo che Oliver Queen puntualizzò che i Guardiani erano troppo distanti dagli esseri che avevano giurato di proteggere, i Guardiani scelsero Appa Ali Apsa per sperimentare la vita sulla Terra. Viaggiando attraverso gli Stati Uniti con la Lanterna Verde Hal Jordan e Freccia Verde Oliver Queen, Appa fece esperienza attraverso molte avventure e imparò alcune preziose lezioni a proposito della vita. Successivamente rinunciò al titolo di Guardiano, ai suoi poteri, all'immortalità e scelse di viaggiare per l'universo.
Poco dopo Crisi sulle Terre infinite, i Guardiani si ritirarono da questo universo per unirsi alle Zamaron, ma Appa Ali Apsa rimase sul pianeta Maltus. Quando Sinestro fu giustiziato dal Corpo, la Batteria del Potere Centrale cominciò a scaricare energia e a fare sì che la maggior parte degli anelli del potere dei membri del Corpo potessero contenerlo. Appa seguì Jordan nella Batteria Centrale, che ne ristabilì i poteri da Guardiano e l'immortalità, e con questi aiutò Jordan ad evitare che l'impurità gialla venisse liberata. Appa scelse di rimanere da solo sul pianeta Oa. Tuttavia, l'isolamento gli fece perdere lentamente la ragione. L'ex Lanterna Verde chiamato Priest decise di aiutare il Guardiano, ma fu successivamente ucciso da questi quando si rifiutò di unire la sua mente a quella di Appa.
Ora completamente matto, Appa Ali Apsa finì in solitudine trasportando diverse città di diversi pianeti su Oa, come compagni di gioco e compagnia, creando il "Mondo Mosaico". Tutte queste città, che Appa visitò durante i suoi molteplici viaggi, includevano anche una città degli Stati Uniti della Terra, ma le Lanterne Verdi Hal Jordan, John Stewart e Guy Gardner intervennero e si opposero al Guardiano impazzito. Finalmente, i suoi fratelli Guardiani ritornarono dall'oblio e lo sconfissero. Appa Ali Apsa morì in quest'ultima battaglia.

## Poteri e abilità
Appa Ali Apsa possiede tutti i poteri dei suoi compagni Guardiani. Il suo corpo è un recipiente vivente dell'energia trovata nella batteria del potere delle lanterne Verdi, e può essere trasportata dalla forza della volontà. Appa era virtualmente immortale grazie ai suoi poteri. Possedeva una gamma di vasti poteri psionici, incluse la telepatia, la telecinesi, e proiezione mentale.

## Altri media
- Appa Ali Apsa compare nel film animato Lanterna Verde: Prima missione.